# Alfred Wiener
Alfred Wiener (16. března 1885, Postupim – 4. února 1964, Londýn) byl německý Žid, který zasvětil svůj život dokumentování antisemitismu a rasismu v Německu a Evropě a také odhalování zločinů nacistického Německa. Je znám díky založení a dlouhému vedení Wiener Library, nejstaršího institutu zabývajícího se holocaustem.
Alfred Wiener studoval arabistiku a v letech 1909–1911 pobýval na Blízkém Východě. Bojoval v první světové válce, získal Železný kříž 2. třídy. Od roku 1919 byl vysokým činitelem organizace Centralverein deutscher Staatsbürger jüdischen Glaubens a už v roce 1925 poukázal na NSDAP jako organizaci, představující největší nebezpečí pro Židy v Německu.